# Летен театър (Пловдив)
Летният театър в Пловдив е разположен в парка в подножието на Хълма на освободителите. Tеатърът се стопанисва от Национална агенция „Музика“ ЕООД.

## История
Театърът е открит през 1954 г. и първоначално е с капацитет над 1800 места. Преди политическите промени през 1989 г. през летните сезони на него са гастролирали световноизвестни и български естрадни изпълнители. След това съоръжението не е поддържано и занемарено.
През 2009 г. театърът е обновен и капацитетът на седящите места нараства на 2000. Сменени са седалките, сценичното пространство е под обновен покрив, перголата е проектирана така, че да не се влияе от атмосферните промени. С инвестираните над 100 хил. лв. са също обновени гримьорните на артистите, подменени са електрическата и ВиК инсталации, изградени са нови монолитни санитарни помещения.